# Tauffer Jenő
Tauffer Jenő (Kolozsvár, 1857. március 21. – Szolnok, 1933. szeptember 24.) orvosdoktor, városi tiszti főorvos Temesvárt, a Délmagyarországi Természettudományi Társulat alapító tagja, az orvosi szakosztály alelnöke.

## Élete
Egyetemi tanulmányait Budapesten végezte, hol orvosi oklevelét 1882-ben kapta; külön szakmája: szülészet és nőgyógyászat. Előbb a budapesti II. szülész- és nőgyógyászati klinikán egyetemi tanársegéd volt. 1887-ben letelepedett Temesvárt, hol városi főorvos és az állami főreáliskola rendkívüli tanára, a felsőbb leányiskola, tanító és tanítónő képzőintézet egészségtan tanára. A Délmagyarországi Természettudományi Társaság titkára és kiadványainak szerkesztője; a magyar szent korona országai vörös kereszt egyesület temesvári fiókjának egészségügyi tanácsosa. 1901-ben 10 ággyal megalapította a Fehér Kereszt Egyesület temesvári szervezetének szülészeti és nőgyógyászati osztályát, amelyet rövid idő alatt 50 ágyassá fejlesztett. Vezetése alatt épült fel s kezdte meg működését a Fehér Kereszt Egyesület nőgyógyászati és szülészeti szanatóriuma és alapfokú bábaképző iskolája.
Cikkeket írt a Délmagyarországi Közlönybe, a Temesvarer Zeitungba, az Orvosi Hetilapba, a Pozsonyi Lapokba és a külföldi orvosi szaklapokba. Szerkesztette a Természettudományi Füzeteket 1887-88. (Valló Vilmossal) és 1889-95. (Véber Antallal) Temesvárt.

## Munkái
1. A fertőző betegségek területi elterjedésének szemléltető kimutatása. Temesvár, 1900. és Szerkesztési terve. Uo. 1901.
2. Jelentés a temesvári II. r. bábaképző tanfolyam első négy cursusáról. Bpest, 1904. (A budapesti Orvosi Ujság Tudományos Közleményei).
3. Alkoholellenes kongresszusról. Temesvár, 1905. (Különny. a Délmagyarországi Közlöny 234., 235. sz.-tól).